# Michael Mutzel
Michael Mutzel (ur. 27 września 1979 w Memmingen) – niemiecki piłkarz występujący na pozycji pomocnika. Obecnie jest zawodnikiem Karlsruher SC.

## Kariera
Mutzel jako junior grał w klubach SV Greimertshofen, TSG Thannhausen, FC Memmingen oraz FC Augsburg. W 1998 roku przeszedł do Eintrachtu Frankfurt. W barwach tego zespołu zadebiutował 6 lutego 2000 w przegranym przez jego zespół 0-1 pojedynku z SpVgg Unterhaching, rozegranym w ramach rozgrywek Bundesligi. Natomiast pierwszego gola w zawodowej karierze strzelił  9 lutego 2000 w ligowym spotkaniu z SC Freiburgiem, wygranym przez Eintracht 2-0. Przez cały sezon rozegrał cztery spotkania i zdobył jedną bramkę. W 2001 roku, po zajęciu przedostatniego, siedemnastego miejsce w lidze, spadł z klubem na zaplecze ekstraklasy.
W 2002 roku przeszedł do pierwszoligowego VfB Stuttgart. Pierwszy występ zanotował tam 7 sierpnia 2002 w meczu z Pucharu Intertoto ze Slavenem Belupo, wygranym przez jego zespół 1-0. Natomiast w rozgrywkach ligowych zadebiutował 17 sierpnia 2002 w zremisowanym 1-1 spotkaniu z Herthą BSC. Na koniec pierwszego w sezonu w Stuttgarcie, uplasował się z tamtejszym zespołem na drugim miejscu w lidze i został wicemistrzem Niemiec. W następnej edycji Bundesligi nie wystąpił ani razu.
W 2004 roku odszedł do drugoligowego Karlsruher SC. Od sezonu 2006/07 jest podstawowym zawodnikiem składu ekipy z Karlsruhe. W 2007 roku awansował z nią do ekstraklasy, a od sezonu 2009/10 ponownie występuje w drugiej lidze.